# Hypobleta orientalis
Hypobleta orientalis är en fjärilsart som beskrevs av Pierre E.L. Viette 1961. Hypobleta orientalis ingår i släktet Hypobleta och familjen nattflyn. Inga underarter finns listade i Catalogue of Life.